# Площадь Ленина (Смоленск)
Площадь Ленина — центральная площадь Смоленска, относится к Ленинскому району города.

## История
Площадь располагается в историческом центре города, но долгое время не оформлялась как отдельный топонимический объект. Её облик начал формироваться в 1929 году, когда была снесена располагавшаяся на углу современных улиц Пржевальского и Октябрьской Революции Ильинская церковь и начато строительство Дома Советов. В 1939 году было построено здание Смоленского государственного драматического театра. Площадь стала первым местом в Смоленске, которое было заасфальтировано.
В 1967 году, к 50-летию Октябрьской революции, площадь была полностью реконструирована и названа именем В. И. Ленина, основателя Советского государства. В рамках реконструкции были снесены три двухэтажных здания, до революции занимаемых Присутственными местами. Тогда же в центре площади был установлен скульптурный памятник В. И. Ленину работы Льва Ефимовича Кербеля, самого некогда учившегося в Смоленске.
После своей реконструкции площадь стала центром всех официальных советских и российских празднований: здесь проходили праздничные демонстрации 1 мая и 7 ноября, проходят до сих пор праздничные парады на 9 мая и 25 сентября (День города).

## Историко-культурные объекты
- Дом Советов — построен в 1932 году, в годы Великой Отечественной войны был сильно разрушен и в 1952 году перестроен по новому проекту. В настоящее время в здании размещается Администрация Смоленской области.
- Смоленский государственный драматический театр имени А. С. Грибоедова — один из старейших театров города.
- Сад Блонье — парк, выходящий к южной стороне площади.
- Памятник В. И. Ленину, объект культурного наследия федерального уровня.